# Ільм (район)
Ільм (нім. Ilm-Kreis) — район у Німеччині, у складі федеральної землі Тюрингія. Адміністративний центр — місто Арнштадт.

## Населення
Населення району становить 105 367 осіб (станом на 31 грудня 2021).

## Адміністративний поділ
Район складається з 34 міст і громад (нім. Gemeinden), об'єднаних в 6 об'єднань громад (нім. Verwaltungsgemeinschaften), а також чотирьох міст і чотирьох громад, які до таких об'єднань не входять.
Дані про населення наведені станом на 31 грудня 2021.
| Самостійні міста: 1. Арнштадт (28124) 2. Ільменау (39127) 3. Лангевізен (Невірний параметр metadata 16070032) 4. Штадтільм (8311) | Самостійні громади: 1. Амт-Ваксенбург [Центр: Іхтерсгаузен] (8001) 2. Віпфраталь [Центр: Бранхевінда] (Невірний параметр metadata 16070053) 3. Вольфсберг [Центр: Грефінау-Ангштедт] (Невірний параметр metadata 16070055) 4. Ільмталь [Центр: Грісгайм] (Невірний параметр metadata 16070056) |

Об'єднання громад:
Зірочками (*) позначені центри об'єднань громад.
| - 1. Гераталь (4376) (синє) 1. Ангельрода (Невірний параметр metadata 16070003) 2. Гераберг * (Невірний параметр metadata 16070019) 3. Ельгерсбург (1221) 4. Мартінрода (1177) 5. Нойзіс (Невірний параметр metadata 16070037) - 2. Гросбрайтенбах (Невірний параметр metadata 160705003) (фіолетове) 1. Альтенфельд (Невірний параметр metadata 16070002) 2. Белен (Невірний параметр metadata 16070005) 3. Вільденшпрінг (Невірний параметр metadata 16070052) 4. Гіллерсдорф (Невірний параметр metadata 16070022) 5. Гросбрайтенбах (місто) * (Невірний параметр metadata 16070025) 6. Фрідерсдорф (Невірний параметр metadata 16070016) - 3. Лангер-Берг (Невірний параметр metadata 160705006) (оранжеве) 1. Герен (місто) * (Невірний параметр metadata 16070018) 2. Гершдорф (Невірний параметр metadata 16070027) 3. Нойштадт-ам-Реннстайг (Невірний параметр metadata 16070038) 4. Пенневіц (Невірний параметр metadata 16070042) | - 4. Оберес-Гераталь (Невірний параметр metadata 160705007) (жовте) 1. Гельберг (Невірний параметр metadata 16070017) 2. Гешвенда (Невірний параметр metadata 16070021) 3. Госсель (Невірний параметр metadata 16070023) 4. Грефенрода * (Невірний параметр metadata 16070024) 5. Лібенштайн (Невірний параметр metadata 16070033) 6. Плауе (місто) (1978) 7. Франкенгайн (Невірний параметр metadata 16070014) - 5. Реннстайг (Невірний параметр metadata 160705008) (зелене) 1. Фрауенвальд (Невірний параметр metadata 16070015) 2. Шмідефельд-ам-Реннстайг * (Невірний параметр metadata 16070046) 3. Штютцербах (Невірний параметр metadata 16070049) - 6. Ріхгаймер-Берг (4092) (червоне) 1. Алькерслебен (296) 2. Беслебен-Вюллєрслебен (620) 3. Віцлебен (628) 4. Дорнгайм (558) 5. Еллебен (888) 6. Елькслебен (593) 7. Кірхгайм * (Невірний параметр metadata 16070031) 8. Остгаузен-Вюльферсгаузен (509) 9. Рокгаузен (Невірний параметр metadata 16070044) |